# Principado de Galitzia
El Principado de Galicia o Principado de Hálych (en ucraniano: Галицьке князівство, romanización:Hálits'ke kniázivstvo) fue un principado del Rus de Kiev, establecida en torno al año 1124, por Iván Vasílkovich, hijo de Vasilko Rostislávich y nieto de Rostislav de Tmutarakáñ. Según Myjailo Hrushevsky, el principado de Galitzia fue traspasado a Rostislav tras la muerte de su padre Vladímir Yaroslávich, pero fue desterrado de él más tarde por su tío, quien acabó como Tmutarakáñ. A continuación, el principado pasó a manos de Yaropolk Iziaslávich quien era hijo del gobernante titulado como Gran Príncipe de Kiev, Iziaslav I.

## Príncipes de Galicia

### Rostislávovichi
- 1124-1141 Iván Vasílkovich
- 1141-1153 Volodímirko Volodárovich (Príncipe de Zvenígorod)
- 1144 Levantamiento de Iván Rostislávich Berládnik (de Bârlad)
- 1153-1187 Yaroslav Osmomisl
- 1187-1188 Oleg Yaroslávich, en lucha con Vladímir II Yaroslávich
- 1188-1189 conquista por el príncipe de Volinia (Román el Grande) y el Reino de Hungría (Andrés II de Hungría)
- 1189-1199 Vladímir II Yaroslávich

### Monomájovichi/Mstislávovichi
- 1199-1349 Unificación con el Principado de Volinia en el Principado de Galitzia-Volinia

## Dinastía Galich
La Casa de Hálych o Familia Gálich era una  casa nobiliaria de los últimos tiempos del Rus de Kiev y los inicios del Zarato ruso. El nombre deriva del asiento principesco de la familia en la ciudad de Hálych, ubicado en la parte sur del Estado de la Rus de Kiev. Eran descendientes directos de la dinastía varega Rúrikovich.
La casa dinástica de Hálych estaba relacionada con la dinastía varega de los Rúrikovich, la dinastía sueca de Dinastía Vasa, así como las dinastías lituanas de los Gediminas y la de los Dinastía Jagellón. Finalmente, está conectada con la familia imperial bizantina Dinastía de los Comnenos.  

## Escudo de Armas de Hálych
La versión actual del  escudo de armas de Hàlych está basada en símbolos utilizados históricamente por los monarcas del principado y del reino de Rutenia durante casi trescientos años.
El escudo de armas vigente fue oficialmente aprobado el 5 de junio de 1998 por decisión de la II sesión de la III convocatoria del ayuntamiento de Galich. Sus autores fueron V. Voron y V. Ivasev.
El escudo de armas de Hàlych tiene dos esmaltes históricos regionales, el azur y el dorado. El primero significa lealtad, y el segundo constancia. 
La corona de cinco puntas de color dorado, refiere al poder de un estado soberano. 
El escudo azur tiene forma oval. En el centro se halla una cruz que tiene un origen confuso, pero se han considerado estas hipótesis: 
1. Se trata de una cruz anclada, que alude al martirio del  papa romano Clemente I y que fue encontrada en la Iglesia de San Pantaleón en Shevchenkove (Járkov, Ucrania).
2. Puede insinuar también al símbolo conocido como lunula con cruz (Potnia), un amuleto eslavo de origen romano y germano que servía de protección femenina.
3. Sirena: la adopción de un símbolo religioso  de transición del paganismo al cristianismo.

El escudo está sostenido en la izquierda por el león rampante, que simboliza fuerza y coraje, y en la derecha por un grifo rampante, que simboliza fuerza y valor. 
La ciudad de Galich recibió hacia 1367 los derechos de Magdeburgo, que se plasman en  la corona mural del pueblo.  
El año 898 es la fecha cuando se nombra por primera vez a la ciudad. Su denominación le dio el nombre a la región histórica de Galitzia hasta la actualidad. 
Una cinta curvada hacia abajo con los colores azur y dorado, que demuestran la pertenencia de estas tierras a la actual Ucrania.